# Peniculimius acehi
Peniculimius acehi är en fjärilsart som beskrevs av Schouten 1994. Peniculimius acehi ingår i släktet Peniculimius och familjen mott. Inga underarter finns listade i Catalogue of Life.